# Sinfonietta sobre motius estonians
La Sinfonietta sobre motius estonians, ETW 11, va ser composta per Eduard Tubin el 1940. Va ser estrenada el 28 de juny de 1940 a Tallinn per l'Orquestra Simfònica de la Ràdio d'Estònia sota la direcció de Olav Roots. Té una durada aproximada de 21 minuts.

## Moviments
1. Allegro vivace e grazioso
2. Largo
3. Allegro molto moderato

## Origen i context
Després de visitar Budapest el 1938, Tubin va quedar profundament influït per la música hongaresa contemporània, especialment per les obres de Bartók i Kodály. Va admirar la seva investigació sobre la música folklòrica i la seva integració a la música clàssica. A aquest viatge se li va afegir una renovada passió per la música popular estoniana, que ja havia explorat en la Suite sobre temes estonians (1929-1930), la seva primera gran obra per a orquestra. A partir d’aquest moment, la seva producció va incloure obres com la Suite de danses estonianes (1939) i el ballet Kratt (El Follet) (1939-1940), basat en melodies tradicionals estonianes, així com la Sinfonietta sobre motius estonians.